# 尤拉伊·巴恰
尤拉伊·巴恰（1977年3月17日—），斯洛伐克男子皮划艇运动员。他曾代表斯洛伐克参加2000年和2004年夏季奥林匹克运动会皮划艇比赛，其中2004年奥运会获得一枚铜牌。